# Yuan Liying
Yuan Liying (13 de abril de 2005) es una deportista china que compite en ciclismo en la modalidad de pista. Ganó dos medallas en el Campeonato Mundial de Ciclismo en Pista, en los años 2022 y 2023, en la prueba de velocidad por equipos.

## Medallero internacional
| Campeonato Mundial | Campeonato Mundial      | Campeonato Mundial | Campeonato Mundial    |
| Año                | Lugar                   | Medalla            | Competición           |
| ------------------ | ----------------------- | ------------------ | --------------------- |
| 2022               | Saint-Quentin (Francia) | Medalla de plata   | Velocidad por equipos |
| 2023               | Glasgow (Reino Unido)   | Medalla de bronce  | Velocidad por equipos |